# Odontocera cinctura
Odontocera cinctura is een keversoort uit de familie van de boktorren (Cerambycidae). De wetenschappelijke naam van de soort werd voor het eerst geldig gepubliceerd in 2013 door Bezark, Martins & Santos-Silva.